# Heinrich von Plötzke
Heinrich von Plötzke (1264 – Medininkai, 27 luglio 1320) è stato un ufficiale dell'Ordine teutonico.

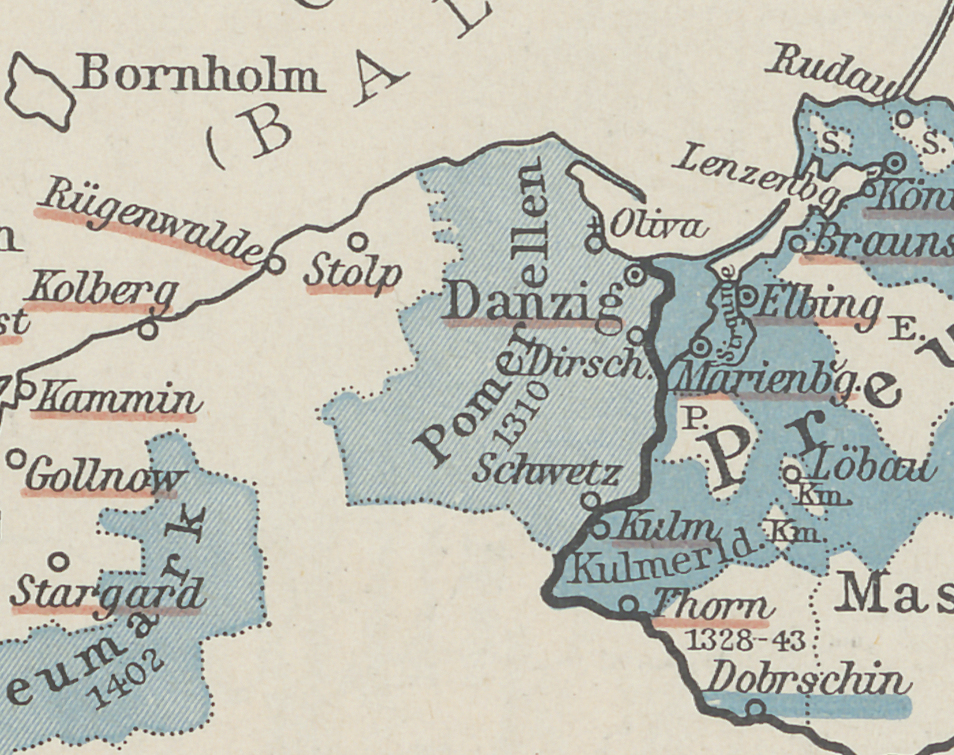
Pomerelia (Pommerellen) e Danzica mentre facevano parte dello stato monastico dei Cavalieri Teutonici.

Heinrich ricoprì il ruolo di commendatore (komtur) di Altenburg nel 1286 e di Halle nel 1287, dopodiché fu trasferito in Prussia. Divenne komtur di Balga nel 1294. Heinrich servì poi come landmeister di Prussia dal 1307 al 1309 e aveva sede a Elbing (Elbląg).
Nel 1308, il Gran maestro Siegfried von Feuchtwangen, Heinrich (e un omonimo parente di Gunther von Schwarzburg) guidarono le forze dell'Ordine che sollevarono l'assedio di Danzica da parte del Brandeburgo, ma, poiché il re polacco Ladislao il Breve non offrì un'adeguata ricompensa, decisero di non restituire la città alla Polonia, arrivando quindi all'occupazione della città. Con il trattato di Soldin del 1309, Heinrich acquistò il diritto di rivendicazione del Brandeburgo sulla Pomerelia per l'Ordine, che avrebbe tenuto Danzica e la Pomerelia fino al 1466. Nel 1314, nell'ambito della lunga crociata lituana, attaccò il castello di Navahrudak.
Heinrich invase ancora una volta la Lituania nel 1320 e fu sconfitto. Lui e ventinove dei suoi cavalieri persero la vita nella battaglia di Medininkai, svoltasi il 27 luglio 1320.